# Leven op aarde (taxonomie)
Dit is een wortel (Engels: root) van de taxonomische informatie op de Nederlandstalige Wikipedia. Hieronder wordt een modernere indeling met 3 domeinen en 4 supergroepen gegeven:
| - LUCA - Domein Eubacteria (Ehrenberg 1828) (→ prokaryoten, Monera) - - Domein Archaea (Woese et al. 1990) (→ prokaryoten, Monera) - Domein Eukaryota - Supergroep Unikonta (Cavalier-Smith 2002) - - Rijk Animalia (Linnaeus 1758) - Rijk Fungi (Linnaeus 1753) - Rijk Amoebozoae (Lühe 1913, em. Corliss 1984) (→ protisten) - Supergroep Excavata (Cavalier-Smith 2002) (→ protisten) - Rijk Euexcavatae (Holt & Iudica) - Rijk Discicristatae (Cavalier-Smith 2002) - Bikonta (Cavalier-Smith 2002) - Supergroep Chromalveolata (Adl et al. 2005) (→ protisten) - Rijk Hacrobiae (Cavalier-Smith 2010) - Harosa (Cavalier-Smith 2010) (SAR, RAS) - Rijk Rhizariae (Cavalier-Smith 1993) (Rhizaria) - - Rijk Alveolatae (Cavalier-Smith 1991) - Rijk Heterokontae (Cavalier-Smith 1986) (Stramenopiles) - Supergroep Archaeplastida (Adl et al. 2005) - Rijk Viridiplantae (Cavalier-Smith 1981) - Rijk Rhodoplantae (Saunders & Hommersand 2004) (→ protisten) |
| (→ behoort tot de ...) wordt ook gerekend tot een polyfyletische groep |

De virussen worden hier niet behandeld, omdat deze geen organismen zijn en niet voldoen aan de belangrijke criteria voor het begrip leven. Zie ook de fylogenetische stamboom.
| Linnaeus (1735) 2 rijken | Haeckel (1894) 3 rijken | Whittaker (1969) 5 rijken | Woese (1977) 6 rijken | Woese (1990) 3 domeinen | Cavalier-Smith (1998) 2 domeinen en 6 rijken | Cavalier-Smith (1998) 2 domeinen en 6 rijken | Keeling (2004) 3 domeinen en 5 supergroepen | Keeling (2004) 3 domeinen en 5 supergroepen |
| ------------------------ | ----------------------- | ------------------------- | --------------------- | ----------------------- | -------------------------------------------- | -------------------------------------------- | ------------------------------------------- | ------------------------------------------- |
| Animalia                 | Animalia                | Animalia                  | Animalia              | Eucarya                 | Eukaryota                                    | Animalia                                     | Eukaryota                                   | Unikonta                                    |
| Vegetabilia              | Plantae                 | Fungi                     | Fungi                 | Eucarya                 | Eukaryota                                    | Fungi                                        | Eukaryota                                   | Excavata                                    |
| Vegetabilia              | Plantae                 | Plantae                   | Plantae               | Eucarya                 | Eukaryota                                    | Plantae                                      | Eukaryota                                   | Archaeplastida                              |
| Vegetabilia              | Plantae                 | Protista                  | Protista              | Eucarya                 | Eukaryota                                    | Chromista                                    | Eukaryota                                   | Chromalveolata                              |
| niet behandeld           | Protista                | Protista                  | Protista              | Eucarya                 | Eukaryota                                    | Protozoa                                     | Eukaryota                                   | Rhizaria                                    |
| niet behandeld           | Protista                | Monera                    | Archaebacteria        | Archaea                 | Prokaryota                                   | Bacteria                                     | Archaea                                     | Archaea                                     |
| niet behandeld           | Protista                | Monera                    | Eubacteria            | Bacteria                | Prokaryota                                   | Bacteria                                     | Bacteria                                    | Bacteria                                    |

| Fylogenetische stamboom van het cellulaire leven |
| --- |
| LUCA - Domein Eubacteria (Ehrenberg 1828) (→ prokaryoten) - Rijk Thermotogae - - Rijk Firmicutae - - Rijk Oxyphotobacteria - - Rijk Chloroflexae - - - Rijk Proteobacteria - Rijk Spirochaetae - - Rijk Pirellae - - Rijk Chlorosulphatae - Rijk Saprospirae - - Domein Archaea (Woese et al. 1990) (→ prokaryoten) - Rijk Crenarchaeota - Crenarchaea - Rijk Thermoprotei - Rijk Euryarchaeota - Eurythermea - Rijk Thermoplasmobacteria (Thermoplasmata, Reysenbach 2001) - Rijk Thermobacteria (Thermococci, Zillig & Reysenbach 2001) - Neobacteria - Rijk Methanobacteria - Rijk Halobacteria - Domein Eukaryota - Supergroep Unikonta (Cavalier-Smith 2002) - Opisthokonta (Copeland 1956, emend. Cavalier-Smith 1987, emend. Adl et al. 2005) - Rijk Fungi (Linnaeus 1753) - Microsporidiomycota (Balbiani 1882) - - - Chytridiomycota (Powell 2007) - Neocallimastigomycota (James et al. 2007) - - Blastocladiomycota (James et al. 2007) - - - Kickxellomycota (em. Benny 2007) - Entomophthoromycota (Humber 2012) - - Mucoromycota (em. Benny 2007) Euzygomycota - - Glomeromycota (James et al. 2006) - Dikarya (Hibbett, T.Y.James & Vilgalys 2007) - Ascomycota (James et al. 2006) - Basidiomycota (Moore 1980) - Holozoa - Ichthyosporea - Filozoa - Filasterea - Animalia (Linnaeus 1758) - Choanozoa (Cavalier-Smith 1993) - Metazoa (Haeckel 1866) - Porifera - Eumetazoa (Buetschli 1910) - Ctenophora - - Placozoa - - Cnidaria (Diploblastea) - Bilateria (Hatscheck 1888) - Acoelomorpha (Ehlers 1986) - - Protostomata (MacAlister 1879) - - Chaetognatha - Ecdysozoa (Aguinaldo et al. 1997) - Nematozoa - Panarthropoda - Scalidophora (Cephalorhyncha) - Spiralia (Giribet 2002) - Polyzoa (Thompson 1830) - Trochozoa (Roule 1891) - Platyzoa (Cavalier-Smith 1998) - Deuterostomata (MacAlister 1876) - Chordata - Ambulacraria - Rijk Amoebozoae (Lühe 1913, em. Corliss 1984) (→ protisten) - Supergroep Excavata (Cavalier-Smith 2002) (→ protisten) - Rijk Euexcavatae (Holt & Iudica) - Rijk Discicristatae (Cavalier-Smith 2002) - Bikonta (Cavalier-Smith 2002) - Supergroep Chromalveolata (Adl et al. 2005) (→ protisten) - Rijk Hacrobiae (Cavalier-Smith 2010) - Harosa (Cavalier-Smith 2010) (SAR, RAS) - Rijk Rhizariae (Cavalier-Smith 1993) (Rhizaria) - - Rijk Alveolatae (Cavalier-Smith 1991) - Rijk Heterokontae (Cavalier-Smith 1986) (Stramenopiles) - Supergroep Archaeplastida (Adl et al. 2005) - Rijk Rhodoplantae (Saunders & Hommersand 2004) - - Stam Rhodophyta (Wettstein 1922), roodwieren - Stam Cyanidiophyta (Saunders & Hommersand 2004) - ? Glaucophyta (Skuja 1954) - Rijk Viridiplantae (Cavalier-Smith 1981) - Onderrijk Chlorobionta, groene algen - Prasinophyta (Christiansen 1962) (Prasinophyceae 1-9) - Stam Chlorophyta (Pascher 1914) - Onderrijk Streptobionta - basale Streptobionta o.a. Charophyta (Karol & al. 2001), kranswieren - Superstam Embryophyta (landplanten) - Stam Marchantiophyta (Stotler & Crandall-Stotler 1977) (→ mossen s.l., bryofyten) - - Stam Bryophyta (Schimper 1836) (→ mossen s.l., bryofyten) - - Stam Anthocerotophyta (Stotler & Crandall-Stotler 1977) (→ mossen s.l., bryofyten) - Tracheophyta, vaatplanten |
| een polyfyletische groep (→ behoort tot de ...) wordt ook gerekend tot een polyfyletische groep |